# Vemmingbund
Vemmingbund (tysk: Wenningbund) er en bebyggelse og et sommerhusområde som ligger ved Broagerlands nordøstkyst, 2 km nordøst for Broager, direkte ud til vigen af samme navn. Stedet ligger i Sønderborg Kommune og tilhører Region Syddanmark. Der er en god badestrand, restaurant og en kiosk.

## Historie
Under den tyske (preussiske) belejring af Dybbølstillingen i 1864 lå panserskibet Rolf Krake i Sønderborg Bugt i nærheden af Vemmingbund. Dens opgave var at støtte den udsatte venstre fløj i Dybbølskanserne. Den 28 marts kl. 3 om morgenen angreb preusserne den sydlige del af Dybbølskanserne. De danske forposter skulle kastes helt tilbage til skanserækken, men danske styrker alarmeredes hurtigt og angrebet slået tilbage. Dette skete ikke mindst pga. panserskibet Rolf Krakes hurtige indgriben i kampen. Skibet blev under stor fart, beskudt af de preussiske batterier på Broagerland, uden at der skete større skader.